# Chaouia-Ouardigha
Chaouia-Ourdigha era una delle 16 Regioni del Marocco, istituita nel 1997 e soppressa nel 2015. Era situata nel Marocco centro-settentrionale, nella storica regione della Chaouia. Occupava gran parte della pianura atlantica.

## Suddivisioni
La regione comprendeva le province di:
- Provincia di Benslimane
- Provincia di Berrechid
- Provincia di Khouribga
- Provincia di Settat